# Pitbull (rapper)
 For alternative betydninger, se Pitbull. (Se også artikler, som begynder med Pitbull)
Armando Christian Pérez (født 15. januar 1981) eller som han bedre er kendt som Pitbull er en amerikansk rapper og popsanger. Han startede sin karriere i 2002, hvor han medvirkede på Lil Jon & The East Side Boyz' album Kings of Crunk. Siden da har han arbejdet med Chris Brown, Ke$ha, Ne-Yo, Enrique Iglesias og en lang række andre kunstnere. Han har udsendt otte albums i eget navn, det nyeste hedder Globalization. Han slog igennem med sangen "I Know You Want Me". Siden har han blandt andet hittet med "Timber", "International love", "Give me Everything" og mange flere. Senest har han hittet med "Timber" featuring Ke$ha som kom på nummer 1 på den mest kendte hitliste i verden, nemlig den amerikanske Billboard Hot 100.

## Globalization
Den 24. november 2014 udkom Pitbulls nye album. På albummet er der sangere med som Chris Brown, Ne-Yo, Jennifer Lopez, Jason Derulo og mange flere. Der er udkommet fem singler fra Globalization. 
Den første var "Wild Wild Love" featuring G.R.L. (Det er et pigeband med fem medlemmer) Pitbull siger i sangen, at han er den nye Playboy, og halvdelen af videoen er filmet i playboyhuset, som er ejet af Hugh Hefner.
Den anden single var den officielle VM-sang. Den hed "We Are One" og har fået over 900 millioner views på Youtube (pr. 2023). Den er med Jennifer Lopez og Claudia Leitte. 
Den tredje var "Fireball" featuring John Ryan, der var mange kendte med i videoen til "Fireball". For eksempel var Bart Baker, Jenna Marbles og Brittany Furlan med i videoen.
Den fjerde single er fra filmen Pingvinerne fra Madagascar. Filmen udkom i Danmark to dage efter Globalization ankom. Der er på Youtube blevet lavet en video af Dream Works, som hedder Penguinshake. Den er blevet brugt på SLAM (en skole Pitbull har oprettet, i Little Havana, i Miami) af The Most Bad Ones (som er Pitbulls dansere) som viste nogen af børnene penguinshaken.
Den nyeste single hedder "Time of Our Lives" med Ne-Yo. Pitbull og Ne-Yo har før lavet sangen "Give Me Everything". Den er et af Pitbulls største hits, nogensinde.

## Meltdown
Den 24. november 2013 blev hans ottende album udgivet. Albummet blev allerede frigivet den 19. november på hans officielle hjemmeside. Albummet hedder Meltdown, og der findes to udgaver af det. Den ene udgave er en EP med de fem nye sange og den anden er en deluxe edition af Global Warming, hvor de fem nye sange er med på det gamle album.
De fem nye sange er:
1-Timber feat. ke$ha
2-That High feat. Kelly Rowland
3-Do It feat. Mayer Hawthorne
4-Sun In California feat. Mohombi
5-All The Thing feat. Inna

Den eneste single fra Meltdown er "Timber" feat. Ke$ha som opnåede en placering som nummer 4 på BillBoard Hot 100. Musikvideoen blev offentliggjort på Pitbull Facebookside lige efter han optrådte med sangen på AMA's. To dage efter optrådte han med sangen på Live On Letterman. Musikvideoen foregår på en bar ude på landet, hvor Ke$ha danser og synger. Pitbulls del er på en strand og ude på vandet, hvor han foder hajer og dykker. Musikvideoen har siden udgivelsen i 2013 haft mere ned 1,4 mia. visninger på Youtube (pr. 2023).

## Global Warming og Men In Black
Den 16. november 2012 udkom hans syvende album Global Warming som har hittet med "Feel This Moment" og "Back In Time". På Albummet var der også nogle store navne fx Jennifer Lopez, Usher, Chris Brown, Shakira, Akon og Enrique Iglesias. 
Den første single er "Back In Time" fra Men in Black 3. Den blev nummer 11 på den amerikanske BillBoard Hot 100.  Musikvideoen til "Back In Time" er baseret på scenerne fra filmen. Videoen blev oploadet på Pitbulls kanal den 20. april 2012, men blev fjernet på dagen og kom igen på dagen efter. Efter nogle måneder havde den fået 50 mio. visninger på YouTube, men blev fjernet igen. Så nu har den kun 7 mio. visninger på Youtube.
Den anden single fra Global Warming var "Get It Started" feat. Shakira, som blev nummer 89 på den amerikanske BillBoard Hot 100. Musikvideoen til sangen blev filmet i Spanien, og har 117 mio. visninger på Youtube (pr. 2023).
Den tredje single er "Don't Stop the Party" feat. TJR. Melodien er fra TJR's sang som hedder "Funky Vodka". "Don't Stop the Party" blev nummer 17 på den amerikanske BillBoard Hot 100. Sangen er med i filmen Grusomme mig 2. Musikvideoen er blevet set lidt over 40 mio. gange, og i England er videoen blevet forbudt, fordi den indeholder seksuelle scener. Pornostjernen Kennedy Leigh og Modellen Claudio Sampedro er også medvirkende i videoen. 
Den fjerde og mest succesfulde single fra albummet er "Feel This Moment" feat. Christina Aguilera. "Feel This Moment" blev nummer 8 på Billboard Hot 100. Musikvideoen har fået over 730 mio. visninger på Youtube (pr. 2023). Videoen er blevet filmet i sort og hvid og er optaget fra Pitbulls, Planet Pit World Tour, og Christina Aguilera har stort krøllet hår i videoen. Den blev også nomineret til årets musikvideo af MTV, men vandt ikke.
Den femte single kom lidt over et halvt år efter albummet udkom. "Outta Nowhere" feat. Danny Mercer blev ikke så populær, der kom heller ingen musikvideo. 
Den eneste promotional single hedder "Echa Pa'lla (Manos Pa'rriba)" som kom på nummer 2 på BillBoard latin-sange. Sangen vandt en Grammy.

## En speciel samarbejdspartner
Sagia Castaneda har været med i Pitbulls Hotel Room Service og  I Know You Want Me og Give me everything
Sagia er mest kendt for rollerne som den sexede pige Pitbull altid ender med at få.
Der er ingen der rigtig ved, hvad der er mellem Armando og Sagia ud over dem selv.

Hans sang "Hey Baby", er med over 130 millioner views blevet et kæmpehit verden over.

## Diskografi
Studiealbums
- M.I.A.M.I. (2004)
- El Mariel (2006)
- The Boatlift (2007)
- Rebelution (2009)
- Armando (2010)
- Planet Pit (2011)
- Global Warming (2012)
- Meltdown EP (2013)
- Globalization (2014)
- Dale (2015)
- Climate Change (2017)
- GOTTI - Original Motion Picture Soundtrack (2018)
- Libertad 548 (2019)